# Stadtbus Regensburg
Der Regensburger Stadtbusverkehr bildet das Rückgrat des Öffentlichen Personennahverkehrs in Regensburg und ist mit seinen Unternehmen heute ein kleiner Teil des mehrere Landkreise umspannenden Regensburger Verkehrsverbund und damit auch Teil des Regensburger Stadtverkehres.

## Geschichte

### Pferdebusse

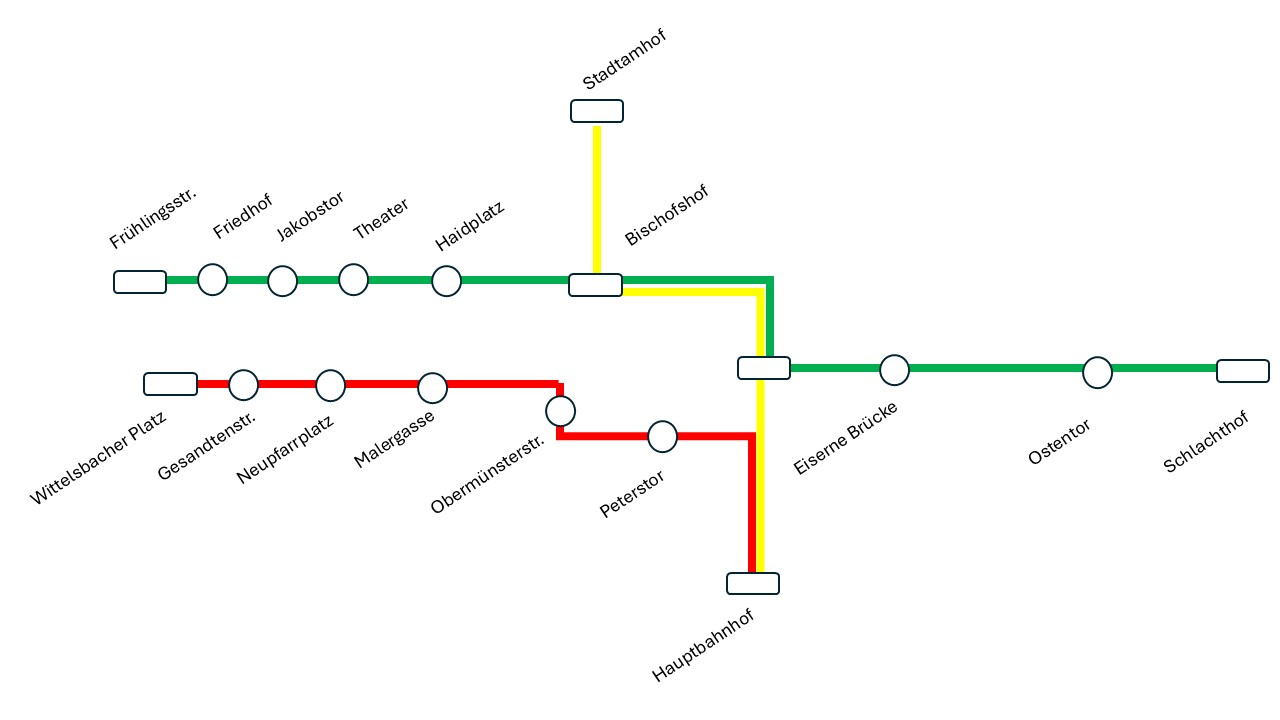
Liniennetzplan 1891 Pferdebus

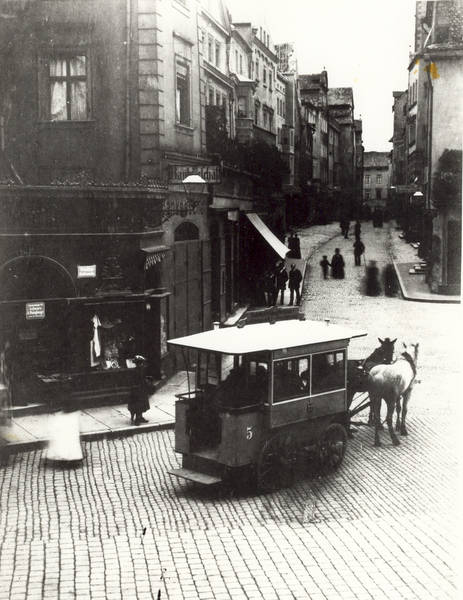
Regensburger Pferdebus

Mit der Einrichtung eines regelmäßigen Dampfschiffverkehrs vom Unteren Wöhrd aus ab 1837, der Eröffnung des Hauptbahnhofs 1859 und der Eröffnung der Walhallabahn 1889 ab dem damals noch selbständigen Vorort Stadtamhof waren in Regensburg typische Anlässe gegeben, die im 19. Jahrhundert in anderen Städten zur Einrichtung öffentlicher Nahverkehrslinien führten. Es blieb jedoch in Regensburg bei zwei kurzlebigen Pferdeomnibus-Verkehren in den Jahren 1846 bis 1850 und im Jahr 1891. Die Regensburger waren ansonsten auf die Lohnkutschen oder Fiaker als Vorläufern der heutigen Taxis angewiesen, die das ganze 19. Jahrhundert hindurch, individuell und nicht linienmäßig verkehrten. Um 1900 gab es davon in Regensburg 46 Stück, die einmal im Jahr am Haidplatz zur technischen Untersuchung zusammenkommen mussten.
Der fehlende Bedarf dürfte an der kompakten, mittelalterlich geprägten Anlage der Stadt gelegen haben. Um 1830 wohnten rund 16000 in der Stadt, 1840 bis 1855 zählte man kaum verändert rund 22000 Einwohner. Dann setzte zwar ein deutliches Wachstum ein und 1901 hatte Regensburg rund 45000 Einwohner, die aber meist innerhalb des Alleegürtels wohnten. Die Regensburger Altstadt erstreckt sich in Ost-West-Richtung über etwa zwei Kilometer, von Süden (Hauptbahnhof) bis zur Donau beträgt die Entfernung rund einen Kilometer. Erst Ende des 19. Jahrhunderts begann Regensburg über seine früheren Grenzen hinauszuwachsen, ablesbar an der Gründerzeit-Architektur entlang der Prüfeninger und Dechbettener Straße, östlich der Altstadt und jenseits der Bahnanlagen. Die kontinuierliche Entwicklung der Hafenanlagen im Stadtosten, die Ansiedlung von Industrie, z. B. 1888 des neuen Schlachthofes und 1898 der neuen Zuckerfabrik in der Straubinger Straße, der Bau von Kasernen entlang der Landshuter Straße 1891–1916 zeigten an, dass Regensburg vermehrt neue Funktionen und Menschen als deren Träger an sich zog und damit in die Fläche wuchs. Auch hatte, seit die Bewohner nicht mehr eingesperrt hinter Stadtmauern lebten, der Ausflug ins Grüne an Bedeutung gewonnen.
Im Jahr 1891 reagierte der Regensburger Kaufmann Michael Schwarz auf den zunehmenden Bedarf an einem organisierten öffentlichen Verkehrssystem in der Stadt Regensburg, die zu diesem Zeitpunkt etwa 40.000 Einwohner zählte. Zu diesem Zweck gründete er die „I. Regensburger Omnibus-Unternehmung“, mit der erstmals ein regelmäßiger innerstädtischer Personenverkehr ermöglicht wurde. Der Betrieb begann am 14. Mai 1891 in den frühen Morgenstunden mit pferdebespannten Wagen, die jeweils acht Personen befördern konnten.
Die erste Linie, intern als grüne Linie bezeichnet, nahm am selben Tag den Betrieb auf. Sie verband den Schlachthof mit dem Bischofshof, dem Haidplatz, dem Theater und dem Westend. Zur besseren Orientierung der Fahrgäste waren die Linien farblich codiert – im Fall dieser Verbindung durch grüne Tafeln und ein entsprechendes grünes Signallicht. Zwei Wagen wurden eingesetzt, die im Abstand von etwa 15 bis 20 Minuten zwischen den beiden Endpunkten verkehrten. Einen festen Fahrplan gab es zunächst nicht. Im Gegensatz zu vielen anderen Städten verzichtete man in Regensburg auf den Bau von Gleisanlagen, wodurch die Infrastrukturkosten gesenkt werden konnten. Darüber hinaus war der Betrieb schaffnerlos organisiert: Die Fahrgäste entrichteten den Fahrpreis eigenständig durch Einwurf in einen Zahlkasten.
Am 17. Mai 1891 folgte die Eröffnung einer zweiten Verbindung – der roten Linie. Sie verlief zunächst vom Schlachthof über das Ostentor, den Paradiesgarten, die Gasfabrik, das Maxtor und den Bahnhof bis zum Hotel Karmeliten, weiter über den Kassiansplatz, den Neupfarrplatz, die Dreieinigkeitskirche und den Bismarckplatz zum Jakobstor. Diese längere Streckenführung erwies sich jedoch als wirtschaftlich nicht tragfähig. Aufgrund mangelnder Auslastung wurde die Linie bereits am 24. Mai 1891 auf den Abschnitt zwischen Bahnhof und Jakobstor bzw. Westend reduziert.
Im Laufe des Jahres wurde das Liniennetz weiter angepasst. Im September 1891 bestanden drei feste Linienverbindungen im Regensburger Stadtgebiet:
die rote Linie zwischen Bahnhof und Wittelsbacherplatz,
die gelbe Linie zwischen Bahnhof und Stadtamhof,
sowie die grüne Linie zwischen Schlachthof und Frühlingsstraße.
Damit war ein erstes strukturiertes Netz des öffentlichen Nahverkehrs in Regensburg geschaffen, das zentrale Bereiche der Stadt miteinander verband und die Grundlage für die weitere Entwicklung des innerstädtischen Verkehrs bildete.
Die Stallungen waren in der Prüfeninger Straße, wo sich heute die Hedwigsklinik befindet. Da das Unternehmen keinen Gewinn brachte, wurde der Betrieb im Dezember 1891 eingestellt.

### Busbetrieb

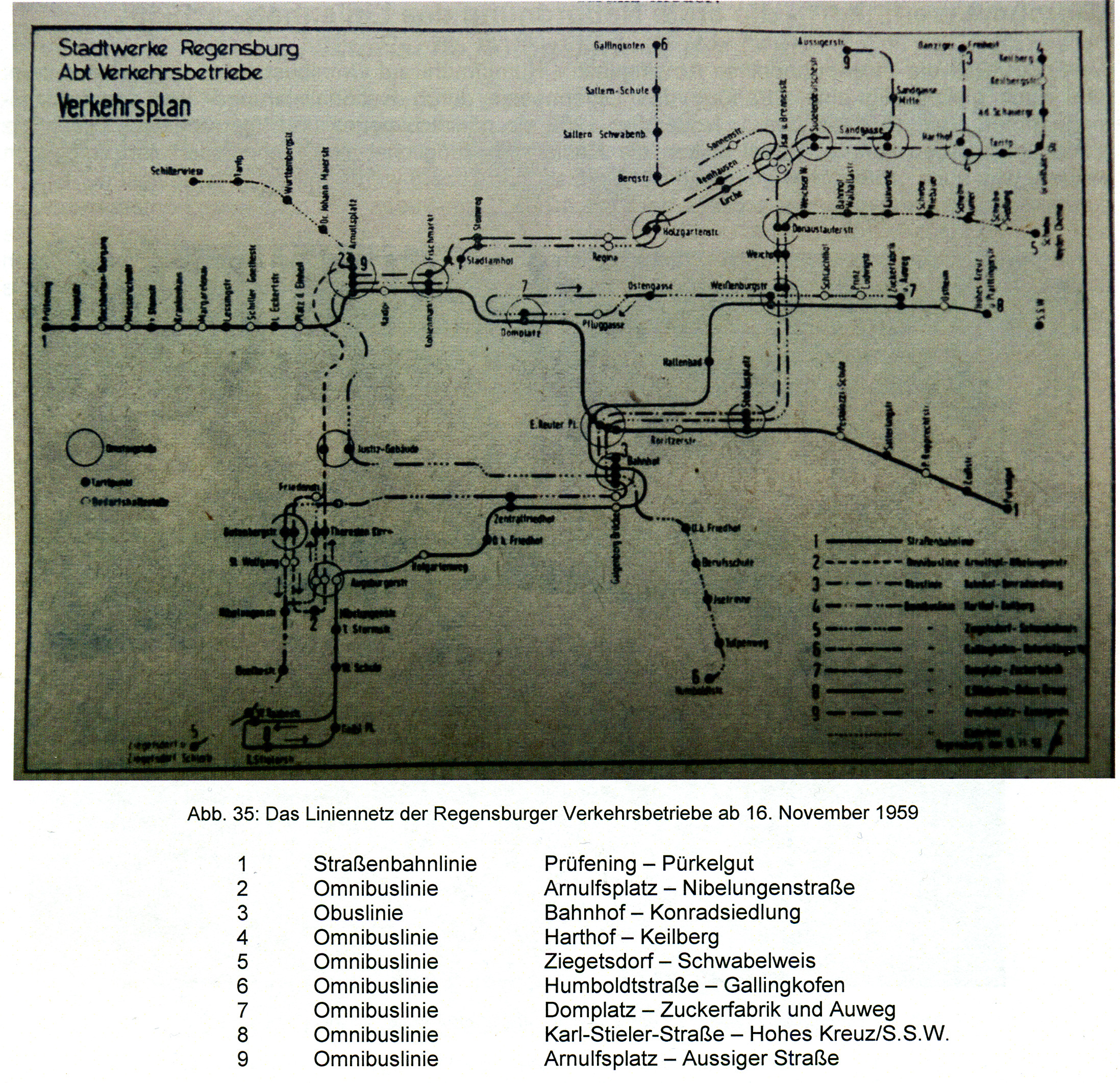
Busnetz 1959

Vom Ende des Pferdeomnibusbetriebes bis zur endgültigen Einführung des Omnibusses als alleiniges Verkehrsmittel des öffentlichen Personennahverkehrs setzten die Verantwortlichen auf die ab 1903 errichtete Straßenbahn Regensburg sowie ab 1953 auch auf den Oberleitungsbus Regensburg, um den aufkommenden Bedarf an Personennahverkehr in der Stadt zu decken.
Nach der Einstellung des Straßenbahnbetriebs in Regensburg im Jahr 1964 übernahmen die städtischen Omnibusse schrittweise die vollständige Funktion des innerstädtischen Nahverkehrs. Bereits in den 1950er-Jahren war ergänzend zur Straßenbahn ein erstes Busnetz aufgebaut worden, das zunehmend an Bedeutung gewann. Mit der Ausmusterung der letzten Straßenbahnzüge wurde das Busangebot erheblich ausgeweitet und modernisiert. In den folgenden Jahrzehnten entwickelte sich der Omnibus zum Rückgrat des öffentlichen Verkehrs in Regensburg.

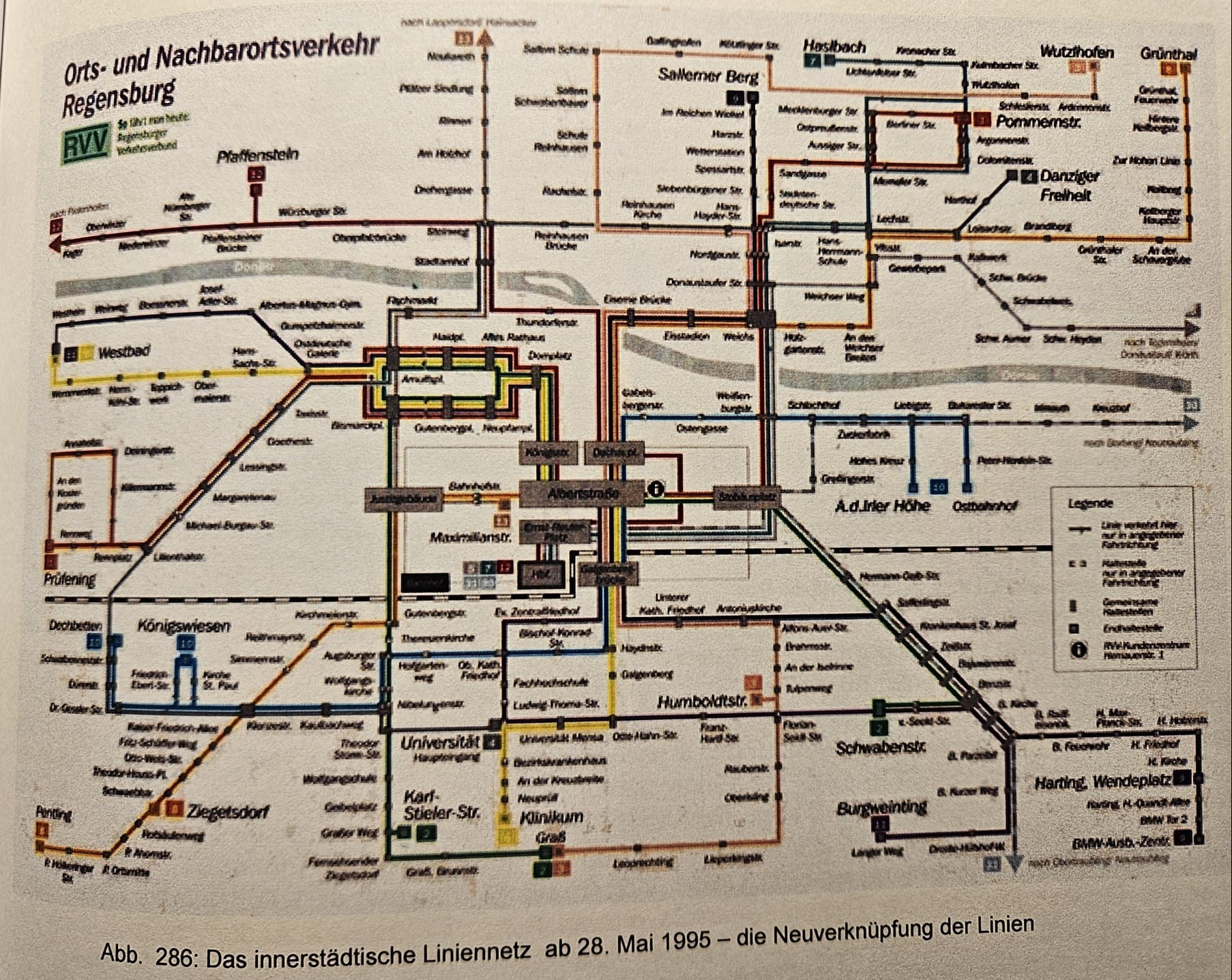
Busliniennetzplan 1995 Regensburg

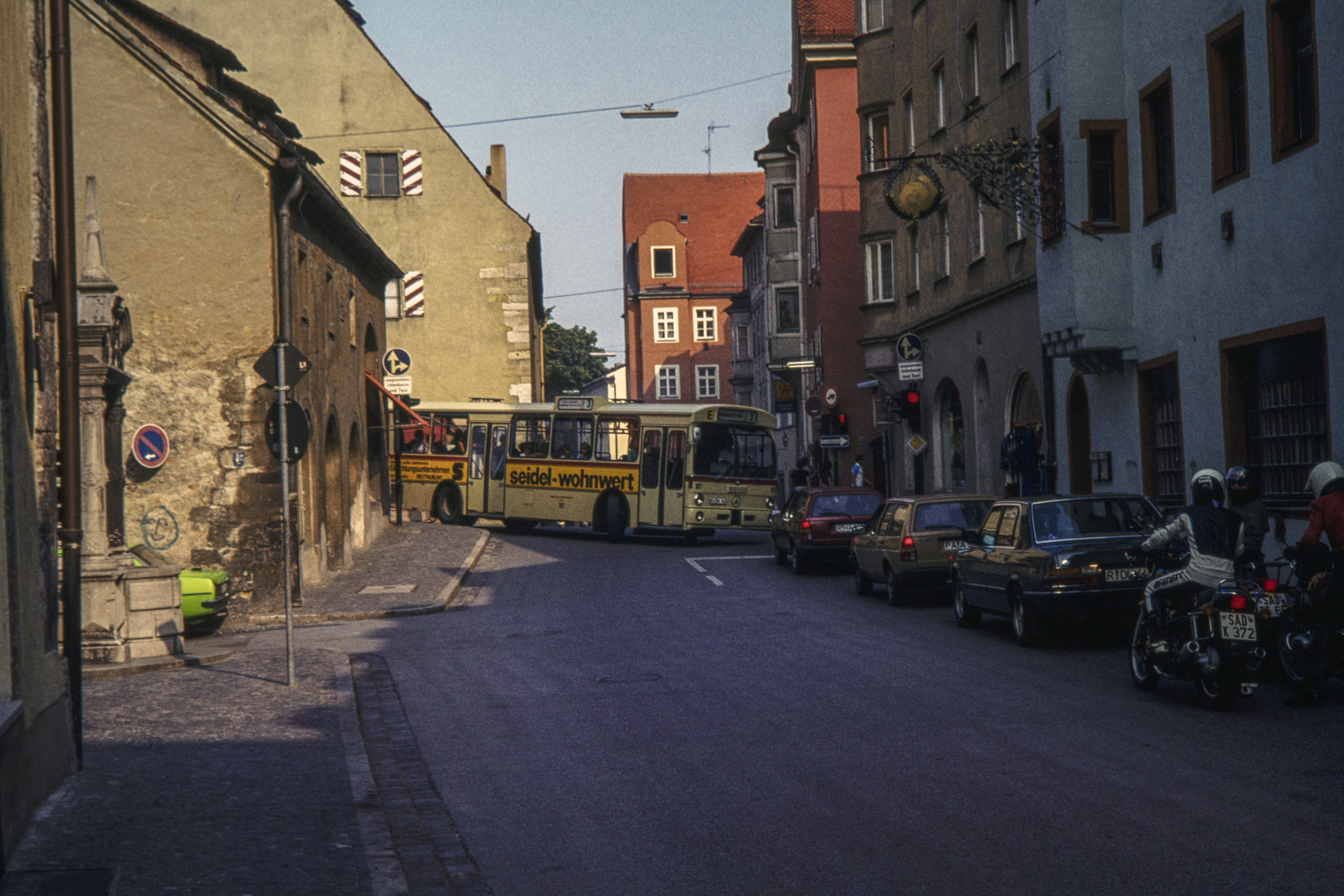
Bus von der steinernen Brücke kommend in die Thundorfer Straße abbiegend 1983

Der erste Busliniennetzplan in Regensburg umfasste die Buslinien 1 bis 4, die das Stadtzentrum mit den umliegenden Gebieten verbanden. Die Linie 1 verlief von Prüfening über den Hauptbahnhof nach Weichs, die Linie 2 von Graß über den Hauptbahnhof nach Schwabenstraße, die Linie 3 von Graß über den Hauptbahnhof nach Reinhausen und Wutzlhofen, und die Linie 4 von der Universität über den Arnulfsplatz nach Wutzlhofen.
Während der 1970er- und 1980er-Jahre erlebte der Stadtbusverkehr einen kontinuierlichen Ausbau: Neue Linien wurden eingerichtet, bestehende Strecken verdichtet und das Liniennetz besser an Wohn- und Gewerbegebiete angepasst. Zugleich investierten die Stadtwerke in die technische Weiterentwicklung der Busflotte. In den 1980er-Jahren wurden erstmals Gelenkbusse eingeführt, um dem wachsenden Fahrgastaufkommen gerecht zu werden. Ende der 1980er- und Anfang der 1990er-Jahre begann die flächendeckende Umstellung auf Niederflurbusse, um den Einstieg insbesondere für ältere Menschen, Eltern mit Kinderwagen und mobilitätseingeschränkte Personen zu erleichtern.
Das damalige Liniennetz 1983 umfasste folgende Linien:
| Linie | Linienverlauf | Busunternehmer |
| ----- | --- | -------------- |
| 1     | Prüfening – Domplatz – Maximilianstr. – Pommernstr.                                                               | RVB            |
| 2     | Karl-Stieler-Str. – Domplatz – Ernst-Reuter-Platz – Schwabenstr. (– Oberisling – Graß – Karl-Stieler-Str.)        | RVB            |
| 3     | Humboldtstr. – Maximilianstr. – Stadtamhof – Danziger Freiheit (– Keilberg)                                       | RVB            |
| 4     | Prüfening – Domplatz – Maximilianstr. – Universität                                                               | RVB            |
| 5     | (Bezirksklinikum -) Otto-Hahn-Str. – Maximilianstr. – Weichs – Schwabelweis                                       | RVB            |
| 6     | Weinweg – Arnulfsplatz – Stadtamhof – Reinhausen – Wutzlhofen                                                     | RVB            |
| 7     | Hauptbahnhof – Weichs – Pommernstraße/Sallern – Haslbach                                                          | RVB            |
| 8     | Ziegetsdorf – Maximilianstr. – Dachauplatz – Schlachthof – Hohes Kreuz (– An der Irler Höhe – Peter-Henlein-Str.) | RVB            |
| 9     | – nicht vergeben –                                                                                                | – n. v. –      |
| 10    | (Dechbetten -) Königswiesen – Friedenstr. – Maximilianstr. (– SWR/Rewag)                                          | RVB            |
|       | |                |

Außerdem kam 1987 es bei den Linien 8 und 10 zu Veränderungen: Die Linie 8 bediente das Industriegebiet beim Ostbahnhof nicht mehr, dies wurde von der Linie 10 übernommen. Zudem wurden einige Fahrten der Linie 10 im Stadtsüden nicht mehr nach Königswiesen/Dechbetten, sondern nach Königswiesen-Süd geführt. 1988 wurde die Linie 8 von Ziegetsdorf aus nach Pentling verlängert.
Die Linie 5 wurde außerdem von Schwabelweis bis nach Wörth/Donau verlängert, weswegen man im Stadtgebiet auf die Linienführung zum Bezirksklinikum verzichtete.
1995 kam es vor allem im Stadtgebiet Regensburg zu einer großen Neuordnung des Liniennetzes, die sich in ihren Grundzügen halten konnte. Die einzelnen Halbmesseräste wurden neu verknüpft, neue Umsteigebeziehungen geschaffen und die Fahrplantakte auf bestimmte Umsteigepunkte hin optimiert. Diese Maßnahme wurde unter dem Titel Busfahren '95 in Regensburg – Häufiger, Direkter, Übersichtlicher intensiv beworben. Auch ein neuer ZOB wurde in der Albertstraße eingerichtet. Ab dem 28. Mai 1995 galt folgendes Liniennetz:
| Linie | Linienverlauf |
| ----- | --- |
| 1     | Prüfening – Margaretenau – Bismarck-/Arnulfsplatz – Domplatz – Albertstr. – Stobäusplatz – Weichs – Isar-/Nordgaustr. – Memeler Str. – Pommernstr.                           |
| 2     | (Graß -) Karl-Stieler-Str. – Augsburger Str. – Bismarckplatz – Domplatz – Albertstr. – Stobäusplatz – Krankenhaus St.Josef – Bajuwarenstr – Schwabenstr.                     |
| 3     | (Graß – Oberisling –) Humboldtstr. – Alfons-Auer-Str. – Albertstr. – Dachauplatz – Eisstadion – Weichs – Hans-Hayder-Str. – Reinhausen – Sallern – Gallingkofen – Wutzlhofen |
| 4     | Universität Haupteingang – Klenzestr. – Dechbetten – Margaretenau – Arnulfsplatz – Stadtamhof – Steinweg – Reinhausen – Hans-Hayder-Str. – Loisachstr. – Danziger Freiheit   |
| 5     | Albertstr. – Dachauplatz – Weißenburgstr. – Weichs – Gewerbepark – Schwabelweis – Tegernheim – Donaustauf – Sulzbach/Donau (– Wörth/Donau)                                   |
| 6     | Westbad – Teppichwerk – Obermaierstr. – Ostdeutsche Galerie – Bismarck-/Arnulfsplatz – Domplatz – Albertstr. – Galgenberg – Bezirksklinikum – Neuprüll – Klinikum            |
| 7     | Hauptbahnhof – Stobäusplatz – Weichs – Isar-/Nordgaustr. – Lechstr. – Memeler Str. – Pommernstr. – Haslbach                                                                  |
| 8     | (Pentling –) Ziegetsdorf – Klenzestr. – Justizgebäude – Albertstr. – Eisstadion – Weichser Weg – Vilsstr./Gewerbepark – Loisachstr. – Brandlberg – Keilberg – Grünthal       |
| 9     | Sallerner Berg – Isar-/Nordgaustr. – Weichs – Eisstadion – Dachauplatz – Albertstr. – Antoniuskirche – Zeißstr. – Burgweinting – Harting (– BMW)                             |
| 10    | (Dechbetten –) Königswiesen – Augsburger Str. – Haydnstr. – Albertstr. – Dachauplatz – Weißenburgstr. – Schlachthof – Hohes Kreuz – An der Irler Höhe (– Am Ostbahnhof)      |
| 11    | Westbad – Weinweg – Ostdeutsche Galerie – Bismarck-/Arnulfsplatz – Domplatz – Albertstr. – Fachhochschule – Universität – Otto-Hahn-Str. – Schwabenstr. – Burgweinting       |

1996 führte man zudem die Linie 9A ein; diese verlief vom Hauptbahnhof aus über die Landshuter Straße und einem Teilstück der Osttangente zum Frachtpostzentrum und erschloss weite Teile des Burgweintinger Industriegebietes bis zum BMW-Werk. Die Linie 9 verkehrte stattdessen nur noch bis Harting. Die Linie 9A wurde bald jedoch mit der Linie 7 verschmolzen. Auch wurden viele Regionallinien neu vertaktet, wie die Linien 5 und 28. Auf den Linien 14 und 34 wurden die Takte erheblich verdichtet.
Nachdem bereits 1997 durch den Regensburger Stadtrat beschlossen wurde, die Buslinien 1, 2, 6 und 11 nicht mehr über den Domplatz zu führen, wurde in diesem Jahr die Maßnahme umgesetzt. Seitdem verkehren die genannten Linien über den Arnulfsplatz, den Fischmarkt und die Thundorfer Straße zum Dachauplatz. Von dort aus wird zur Albertstr. gefahren, ab dort dann wieder so wie bisher. Um die entfallenden Haltestellen in der Altstadt dennoch zu erschließen, wurde der Altstadtbus (Linie A, intern 97) eingeführt. Diese verkehrte damals ab der Albertstraße durch die Maximilianstraße zum Domplatz, von dort aus zum Alten Rathaus. Anschließend fuhr man zum Neupfarrplatz und zurück über den Domplatz und die Maxstraße zur Albertstraße. Sie wurde mit vier eigens dafür beschafften Midibussen von Neoplan mit Cummins-Erdgasmotoren im 5-Minuten-Takt befahren. Nachdem die Resonanz sehr hoch war, verlängerte man die Linie ab dem Alten Rathaus wieder zum Arnulfsplatz, von dort aus fuhr man über den Bismarckplatz und den Gutenbergplatz zum Neupfarrplatz.
Die Linien 6 und 11 wurden zudem geringfügig angepasst. Ab der Ostdeutschen Galerie wurden die Äste vertauscht, die neue Linie 6 zur Wernerwerkstraße verlängert und die Linie 11 anstatt zum Westbad in Richtung Rennplatz Nord geleitet. Außerdem wurde die Linie 9 von Harting aus nach Neutraubling verlängert.
Durch die Sperrung der Steinernen Brücke, das starke Wachstum von Burgweinting sowie die immer weiter ansteigende Zahl an Studenten gibt es seit 2003 folgende Änderungen:
- Linie 2: Die Linie wurde im Dezember 2007 in zwei Teil-Linien untergliedert. Die Fahrten ab Graß benutzen als Linie 2A den ursprünglichen Linienweg. Die Linie 2B verkehrt ab Karl-Stieler-Straße über die Universität.
- Linie 3: Durch die Sperrung der Steinernen Brücke und zur Optimierung der Linienwege im Bereich Reinhausen wird die Haltestelle Rachelstraße nicht mehr bedient, stattdessen werden die Haltestellen Reinhausen Brücke und Reinhausen Kirche der Linie 4 angefahren.
- Linie 4: Ebenfalls durch die Sperrung der Steinernen Brücke bedingt werden Stadtamhof und Steinweg nicht mehr bedient. Um den betrieblichen Ablauf zu vereinfachen, wurden die Haltestellen in Reinhausen der Linie 3 übertragen und die Linie 4 ab Weichs direkt zur Isar-/Nordgaustraße geführt.
- Linie 10: Um das KÖWE-Einkaufszentrum besser zu erschließen, gilt für die Linie 10 werktags eine andere Linienführung: Anstatt über die Ziegetsdorfer Straße zu fahren, wird direkt über die Dr.-Gessler-Straße zum KÖWE-Einkaufszentrum gefahren und anschließend direkt zur Endhaltestelle nach Dechbetten. Morgens im Berufsverkehr sowie an den Wochenenden verkehrt die Linie 10 aber auf ihrem ursprünglichen Linienweg.

Seit der Einführung des städtischen Omnibusverkehrs werden die Fahrzeuge systematisch nummeriert. Eine Umstellung erfolgte mit der Anschaffung der ersten vollklimatisierten Gelenkbusse, denen eine vierstellige KOM-Nummer zugewiesen wurde. Fahrzeuge mit elektrischem Antrieb sind ebenfalls in das Nummerierungssystem integriert: Standardbusse mit Elektroantrieb beginnen in der Serie ab 60x, Gelenkbusse mit Elektroantrieb ab 70x.
Im Sinne einer kontinuierlichen Modernisierung des Fuhrparks werden regelmäßig neue Fahrzeuge beschafft und ältere Modelle ausgemustert. Gegenwärtig verfügen rund 90 Busse über eine Vollklimatisierung, die den Fahrkomfort insbesondere in den Sommermonaten erhöht.
Der gesamte heutige Fuhrpark ist mit modernen Bordcomputern ausgestattet, die unter anderem die automatische Haltestellenanzeige und -ansage sowie weitere technische Systeme zur Betriebsüberwachung und Fahrgastinformation steuern. Auch die zentrale Betriebsleitstelle nutzt moderne rechnergestützte Technik zur Steuerung und Koordination des Linienbetriebs. Ein zentraler Rechner vernetzt die Leitstelle mit den Fahrzeugen sowie den dynamischen Fahrgastinformationssystemen (DFI) an Haltestellen, wie beispielsweise am zentralen Bustreffpunkt an der Albertstraße. Darüber hinaus koordiniert das System auch die Anzeigen in und an den Fahrzeugen selbst.
Die Regensburger Verkehrsbetriebe, firmierend unter das Stadtwerk. Mobilität, sind für den städtischen Linienbusverkehr in Regensburg verantwortlich. Für den Betrieb des öffentlichen Nahverkehrs kommen über 140 Omnibusse zum Einsatz, darunter 127 Fahrzeuge aus dem eigenen Bestand. Sämtliche Busse sind als Niederflurfahrzeuge ausgeführt und gewährleisten so einen barrierearmen Zugang für alle Fahrgäste.

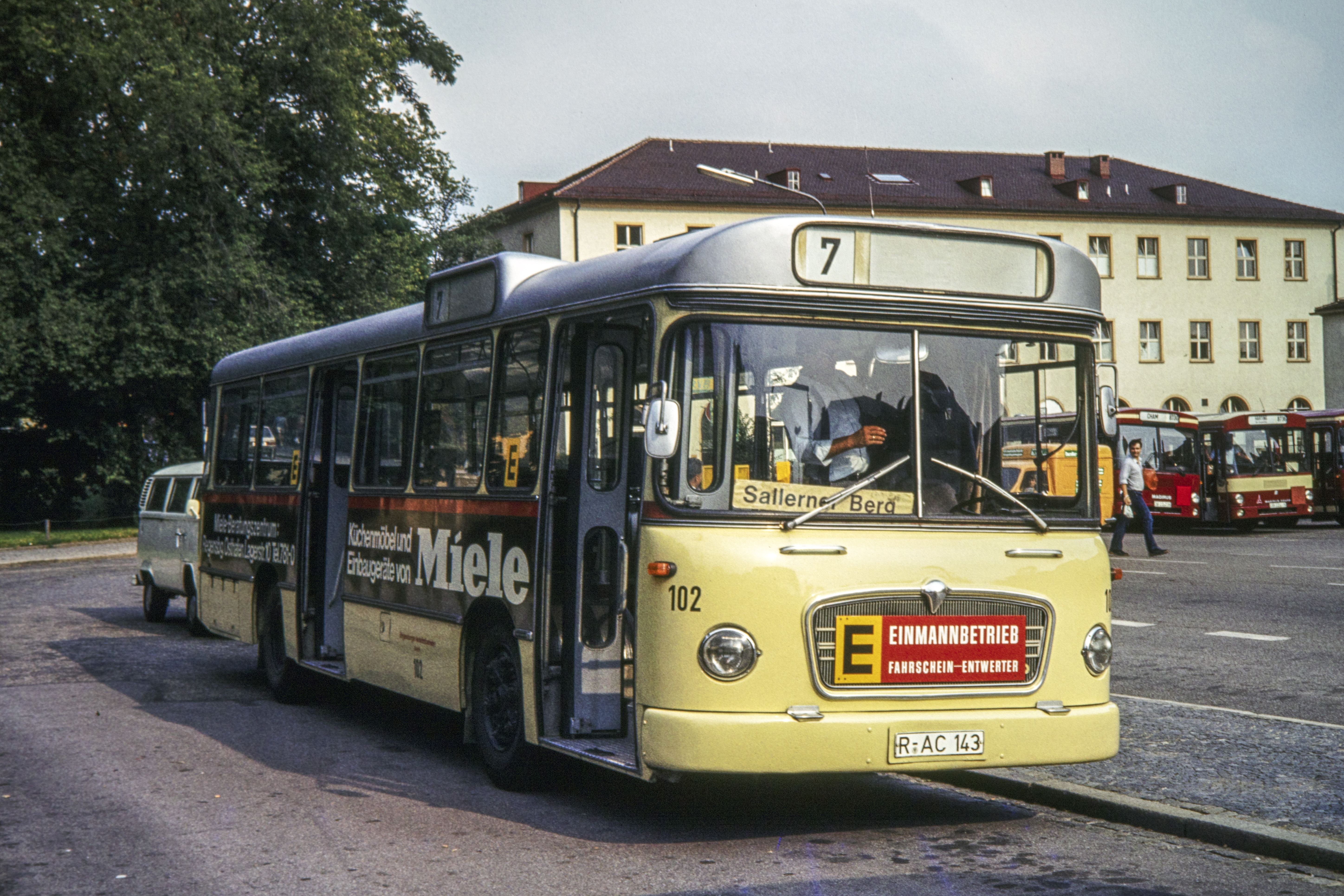
Metrobus am Hauptbahnhof Regensburg

## Fahrzeuge
In Regensburg fuhren Busse verschiedenster Anbieter wie MAN, Mercedes, Rathgeber. Aktuell gibt es sehr viele MAN und Mercedesbusse in der Stadtbusflotte bei den verschiedenen Verkehrsunternehmen.
E-Busse
Die „Emil“-Mini-Elektrobusse sind in der ersten Generation von Siemens-Rampini und werden auf der Altstadtlinie „A“ eingesetzt. Von Ebusco werden Elektro-Gelenkbusse auf den Hauptlinien eingesetzt. Wohingegen diese direkt am Betriebshof von das.Stadtwerk täglich geladen werden, gibt es für die Emil-Busse zwei Ladestationen für deren Pantographen (Stromabnehmer): Einmal unter der Galgenbergbrücke am Hauptbahnhof und zum anderen ebenfalls direkt in der Abstellhalle in der Markomannenstraße.
Ab dem 28. April 2025 bringt die neue Buslinie B Fahrgäste vom Parkplatz Unterer Wöhrd direkt ins Herz der Regensburger Altstadt.
Die Route verläuft zunächst entlang des Hauses der Bayerischen Geschichte, weiter über den Alten Kornmarkt, vorbei an Dom und Altem Rathaus bis zum Haidplatz.
Die Rückfahrt führt über den Gutenbergplatz, Neupfarrplatz und Domplatz zur Haltestelle „Thundorferstraße“, bevor der Bus wieder den Unteren Wöhrd erreicht.

## Ehemalige Verkehrsmittel in Regensburg
Bevor sich in Regensburg der Stadtbusverkehr als alleiniges Verkehrsmittel etablierte, gab es bis 1963 einen Oberleitungsbus und bis 1964 eine Straßenbahn in Regensburg. Beide existierten parallel zum Dieselbetriebenen Stadtbusverkehr.

## Busunternehmen, die in Regensburg Stadtbusverkehr anbieten
- Stadtwerk.Mobilität
- Regionalbus Ostbayern
- Ebenbeck
- Wittl
- Söllner
- Happacher
- Laschinger
- Wullinger

## Ehemalige Regensburger Stadtbusse in der Sammlung von das.Stadtwerk

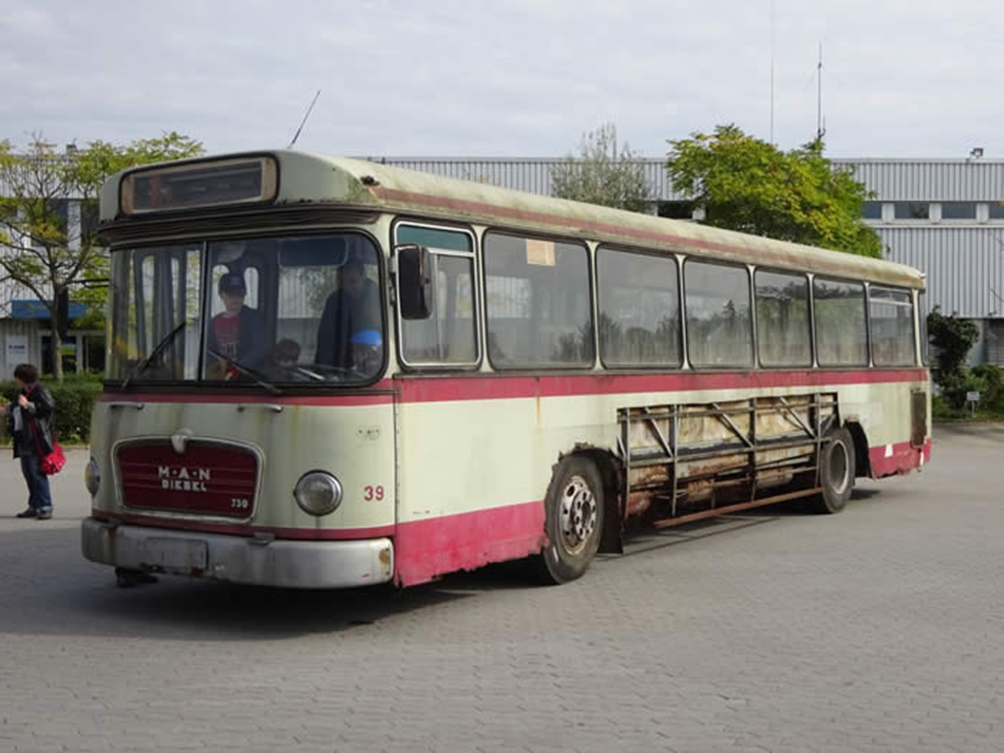
Metrobus in Regensburg 2023 (aus Wilhelmshaven zurückgeholt)

- Metrobus in Regensburg 2023 (aus Wilhelmshaven zurückgeholt) Kraftomnibus 229 Baujahr 1991 (restauriert)

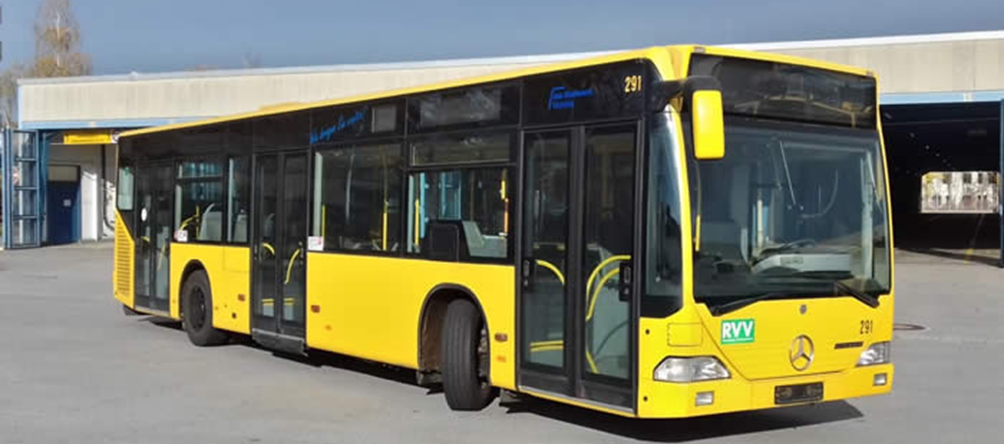
KOM 291 in Regensburg vor dem Betriebshof

- KOM 291 in Regensburg vor dem Betriebshof Kraftomnibus 291 (fahrfähig)

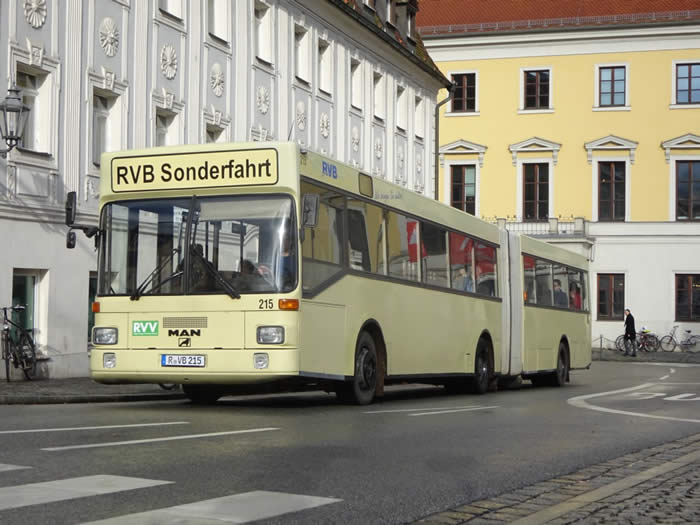
KOM 215 in Regensburg am Arnulfsplatz

- KOM 215 in Regensburg am Arnulfsplatz Kraftomnibus 215 MAN Gelenkbus Hochflurer in beige (nicht restauriert)
- Metrobus Baujahr 1972 (nicht restauriert)

## Vereine

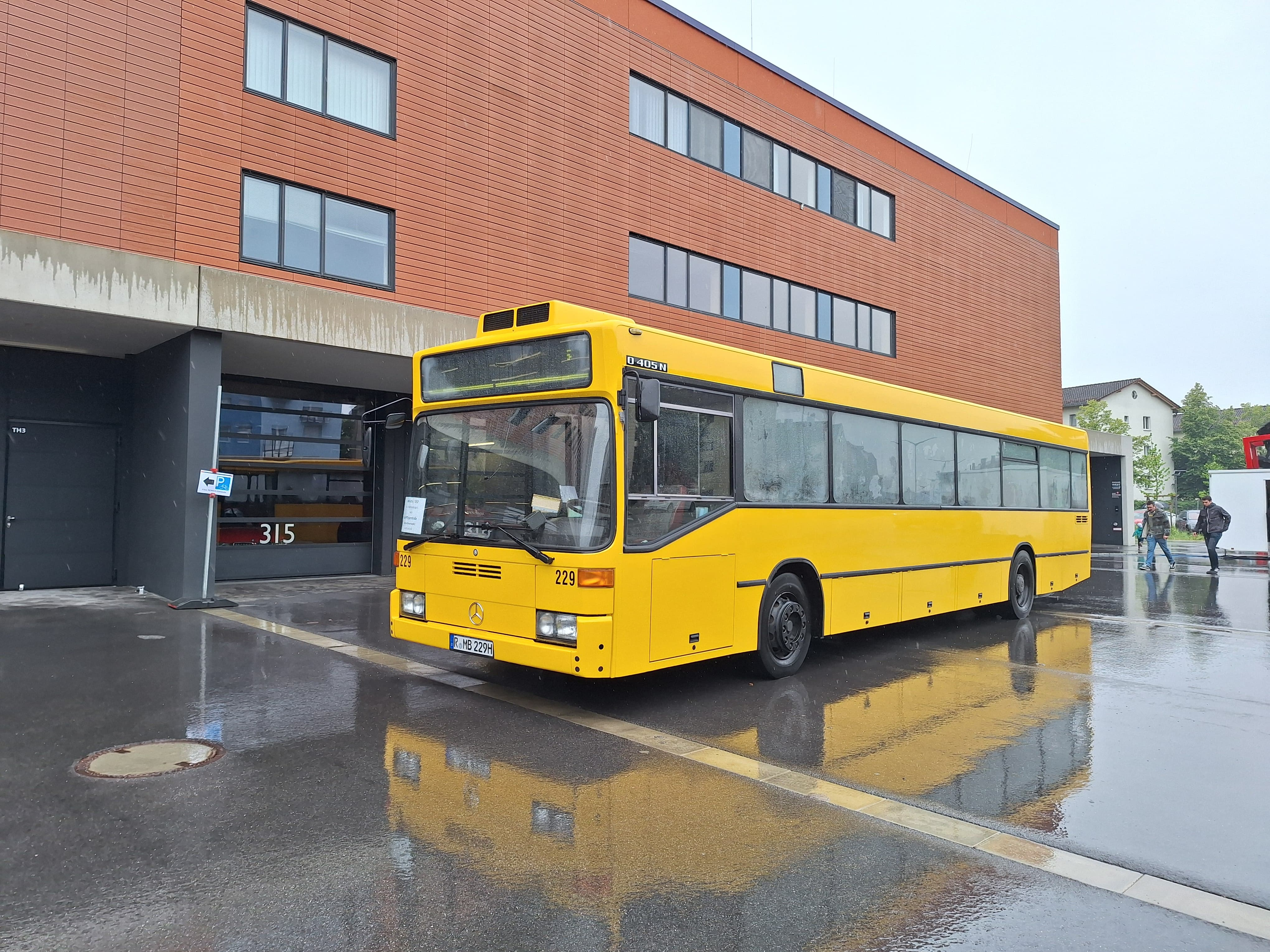
KOM229 im Museumseinsatz am 25. Mai 2025 in Regensburg

In Regensburg gibt bzw. gab es einige Vereine, die sich mit dem Thema Regensburger Busse beschäftigten. So gründete Günter Graßmann Ende der achtziger Jahre den Verein der unabhängigen Postbusfahrer mit einer beträchtlichen Sammlung historischer Busse. Anfang der 2000er gründete sich ein weiterer Verein, nämlich die IG Regensburger Busse, welche sich allerdings 2023 auflöste.
Die Mitglieder dieses Vereins traten der IG Historische Straßenbahn Regensburg bei und gründeten, dort eine Bus-Sektion, welche nun für die historischen Busse sammelt und Veranstaltungen damit organisiert, wie beispielsweise das erste Oldtimerbustreffen in Regensburg im September 2024.